# فريد بولاية
فريد بولاية أو فريد بولحية هو لاعب كرة قدم جزائري من مواليد 25 فبراير/شباط 1993، يلعب مع نادي الوكرة القطري. في مركز وسط ميدان.
في حزيران/يونيو 2024 أعلن نادي الغرافة القطري، انفصاله فريد بولاية؛ حيث ينتهي تعاقد الطرفين بحلول 30 يونيو/حزيران.
ونشر الحساب الرسمي للغرافة، تدوينة مقتضبة قال فيها "شكرًا فريد بولاية"، فيما رد مشجعون للنادي بكلمات تعبر عن امتنانهم لكل ما قدّمه "محارب الصحراء" بقميص فريقهم.

## روابط خارجية
- فريد بولاية على موقع رابطة كرة القدم الفرنسية للمحترفين (الإنجليزية)
- فريد بولاية على موقع قاعدة بيانات كرة القدم.إي يو (الإنجليزية)
- فريد بولاية على موقع ليكيب (الفرنسية)
- فريد بولاية على موقع ناشيونال فوتبول تيمز (الإنجليزية)
- فريد بولاية على موقع Soccerway.com (الإنجليزية)
- فريد بولاية على موقع عالم كرة القدم.نت (الإنجليزية)
- فريد بولاية على موقع كووورة
- فريد بولاية على موقع AS.com (الإسبانية)
- إحصائيات فريد بولحية foot-national.com
- فريد بولحية على موقع  footballdatabase.eu